# Томаш Чванчара
Томаш Чванчара (чеськ. Tomáš Čvančara, нар. 13 серпня 2000, Прага, Чехія) — чеський футболіст, нападник менхенгладбаської «Боруссії» та національної збірної Чехії.

## Ігрова кар'єра

### Клубна
Томаш Чванчара є вихованцем клубів «Спарта» та «Яблонець». Саме у складі «Яблонець» у березні 2018 року футболіст дебютував у чемпіонаті Чехії. Сезон 2019/20 нападник провів в оренді у клубі Другого дивізіону «Славой Вишеград», де також відзначився першими забитими голами на професіному рівні.
Другу половину сезону 2020/21 Чванчара грав також в оренді у клубі Вищого дивізіону «Опава».
В січні 2022 року футболіст перейшов до столичної «Спарти», в якій грав ще на молодіжному рівні. Вже у лютому зіграв перший матч у новій команді. В сезоні 2022/23 своєю грою Чванчара допоміг команді виграти чемпіонський титул.
14 липня 2023 року підписав п'ятирічну угоду з «Боруссією» з Менхенгладбаха. 11 серпня 2023 року відзначився першими двома забитими голами за «Боруссію» у матчі першого раунду Кубка Німеччини проти нижчолігового «Берзенбрюка».

### Збірна
З 2017 року Томаш Чванчара виступав за юнацькі та молодіжну збірні Чехії.
У березні 2023 року у матчі відбору до Євро 2024 проти команди Польщі Томаш Чванчара дебютував у національній збірній Чехії і вже на третій хвилині грі відзначився забитим голом.

## Статистика виступів

### Статистика виступів за збірну
Станом на 17 листопада 2023 року
| Дата       | Місто   | Господарі | Результат | Гості             | Турнір            | Голи | Примітки |
| ---------- | ------- | --------- | --------- | ----------------- | ----------------- | ---- | -------- |
| 24-3-2023  | Прага   | Чехія     | 3 – 1     | Польща            | Відбір до ЧЄ 2024 | 1    | 65'      |
| 27-3-2023  | Кишинів | Молдова   | 0 – 0     | Чехія             | Відбір до ЧЄ 2024 | -    |          |
| 7-9-2023   | Прага   | Чехія     | 1 – 1     | Албанія           | Відбір до ЧЄ 2024 | -    | 87'      |
| 12-10-2023 | Тирана  | Албанія   | 3 – 0     | Чехія             | Відбір до ЧЄ 2024 | -    | 64'      |
| 15-10-2023 | Пльзень | Чехія     | 1 – 0     | Фарерські острови | Відбір до ЧЄ 2024 | -    | 57'      |
| 17-11-2023 | Варшава | Польща    | 1 – 1     | Чехія             | Відбір до ЧЄ 2024 | -    | 46'      |
| Усього     |         | Матчів    | 6         |                   | Голів             | 1    |          |

## Титули
Спарта
 Чемпіон Чехії: 2022/23